# Dryopteris glabra
Dryopteris glabra là một loài dương xỉ trong họ Dryopteridaceae. Loài này được (Hillebr.) Fraser-Jenk. mô tả khoa học đầu tiên năm 1994.

## Hình ảnh

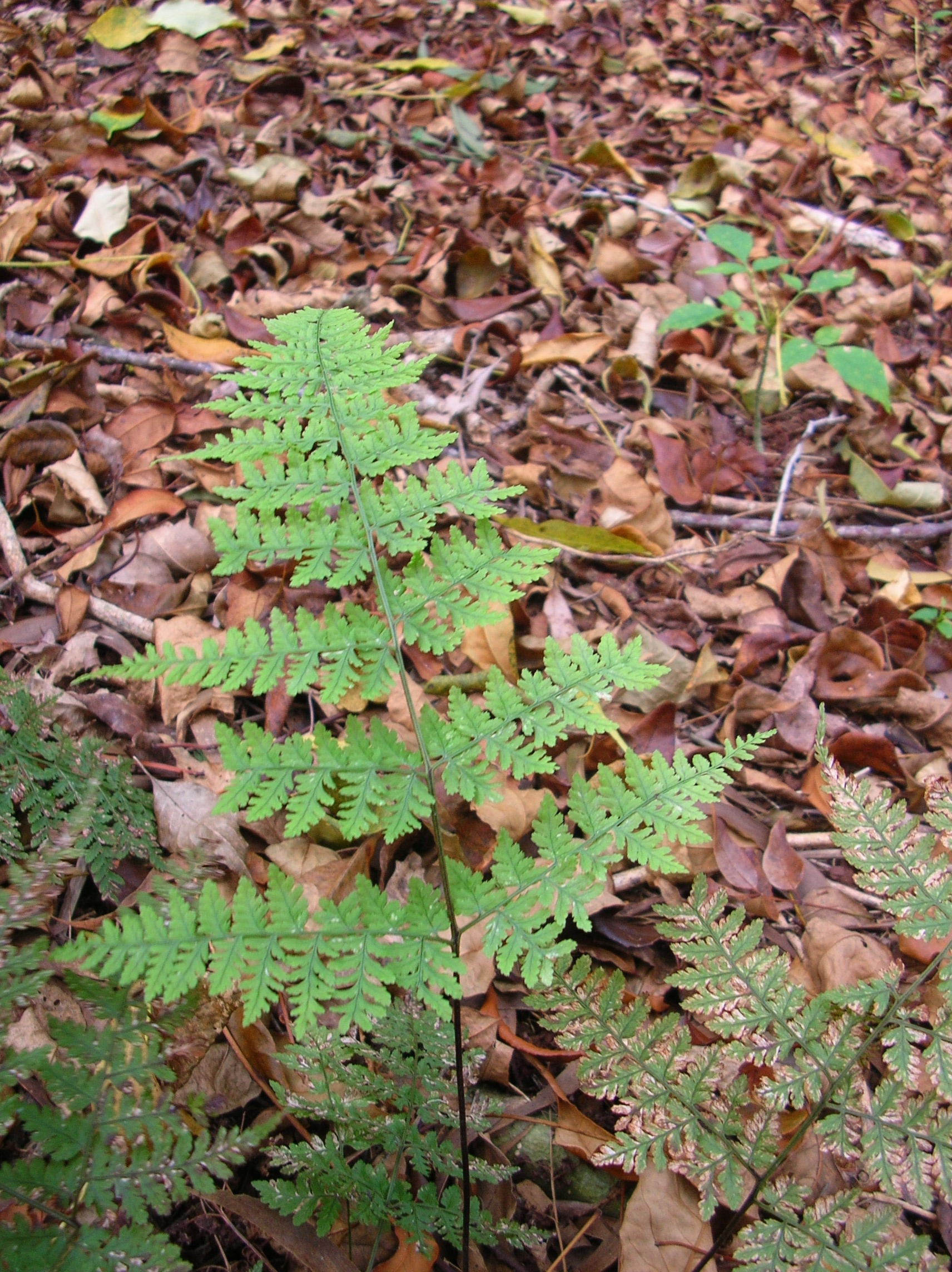
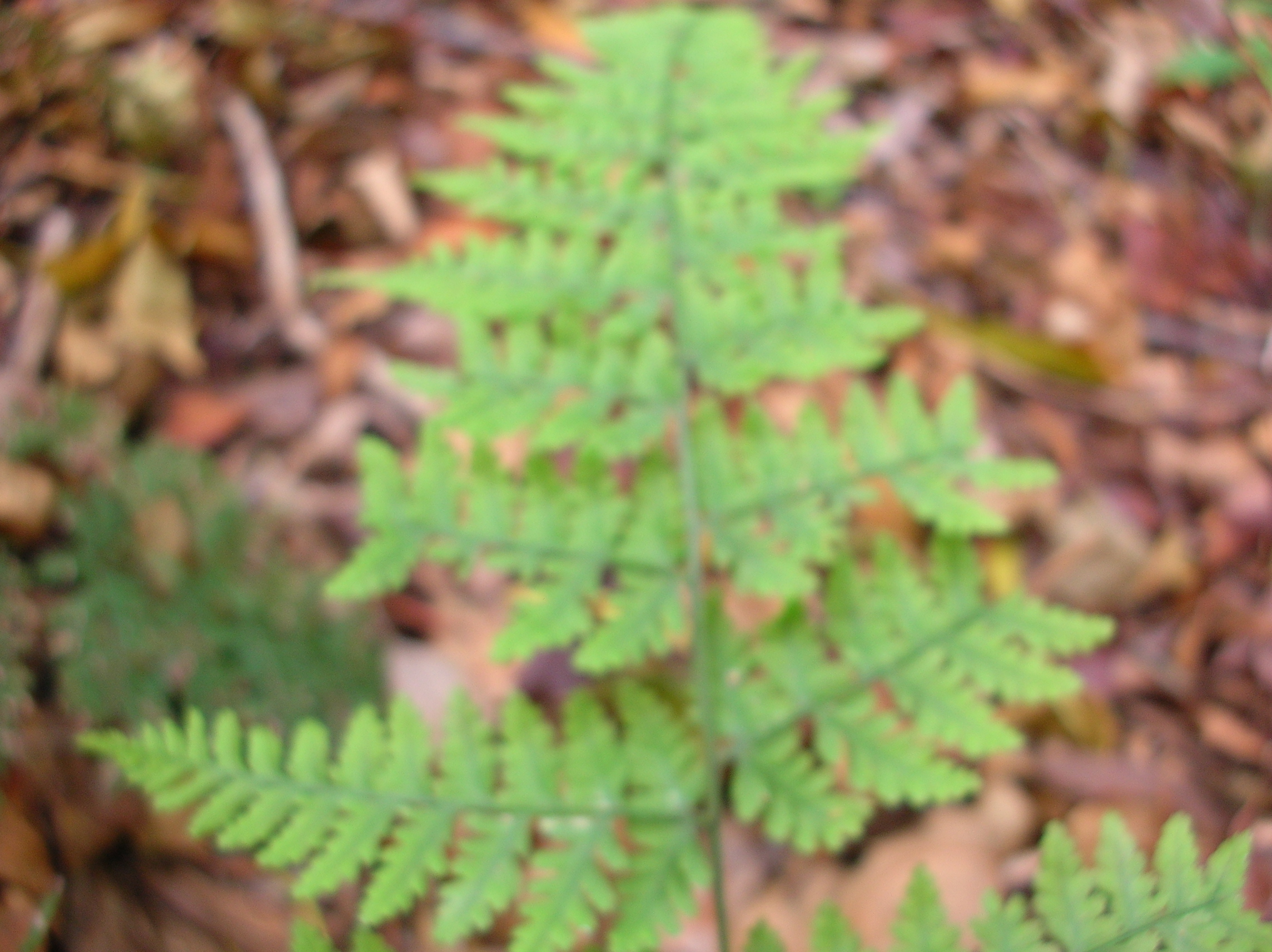
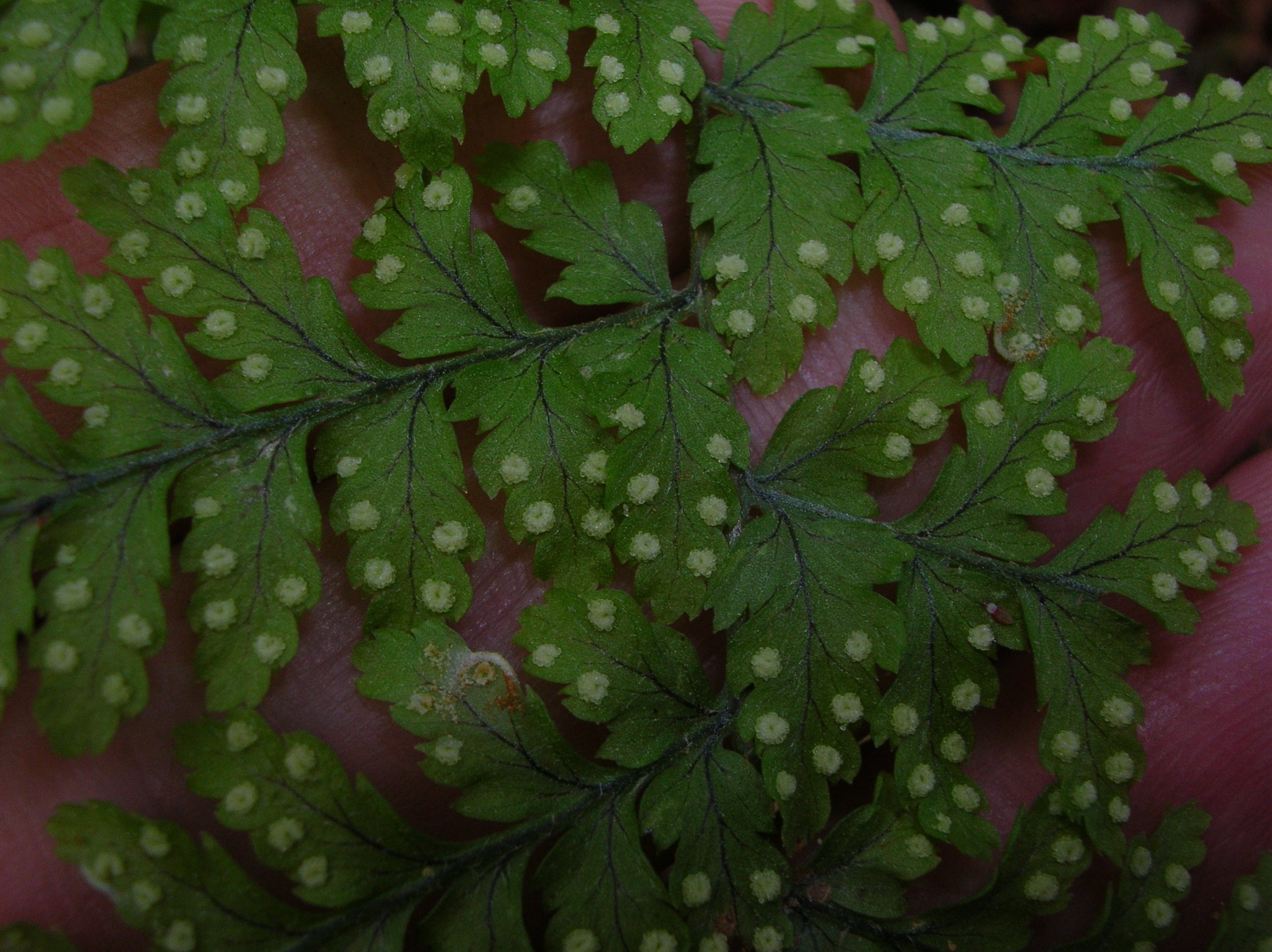
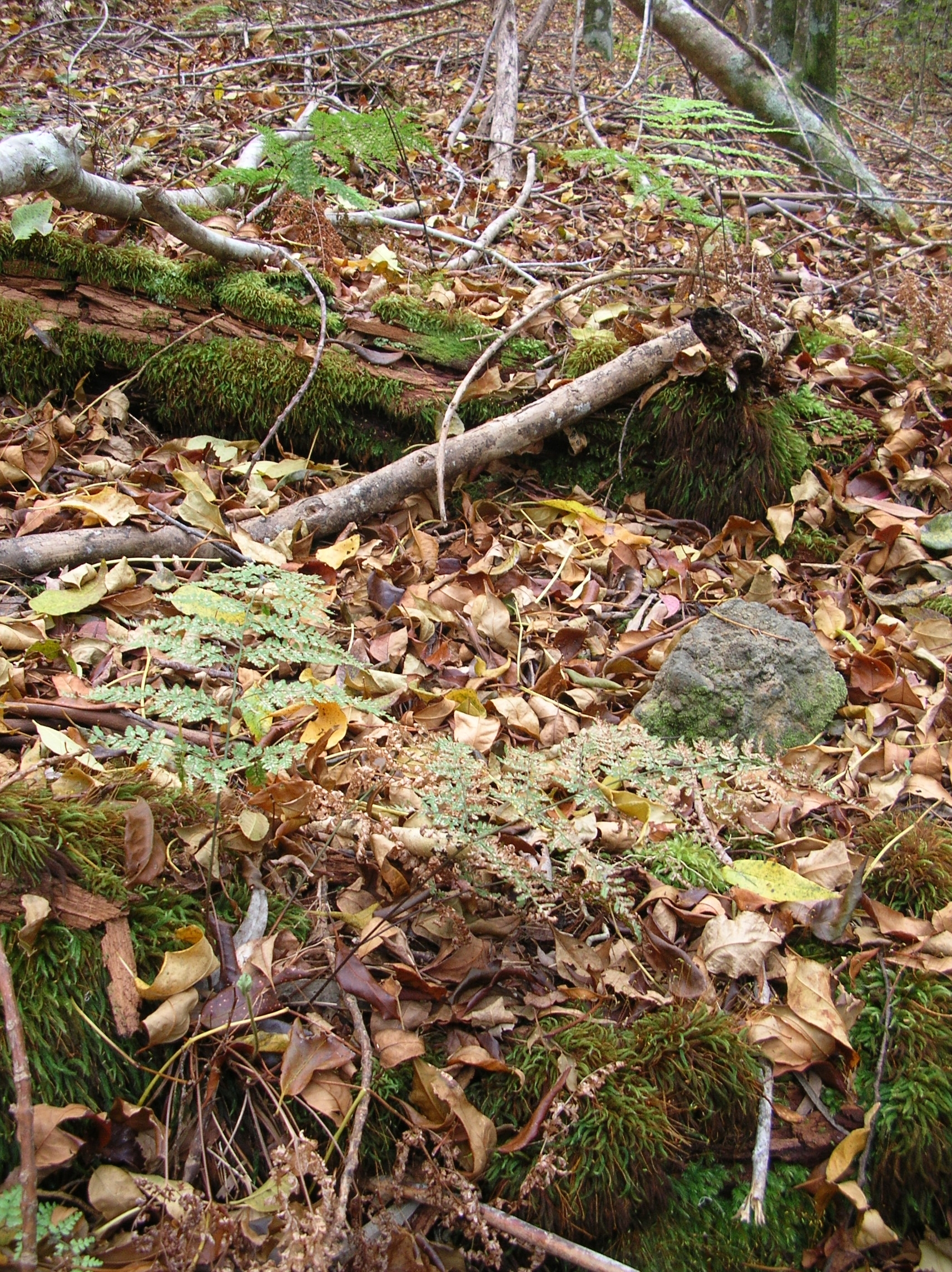